# میهایلو پتروویچ
'میهایلو پتروویچ آلاس (به صربی: Mihailo Petrović Alas) (زاده ۲۴ آوریل ۱۸۶۸-درگذشته ۸ ژوئن  ۱۹۴۳ در بلگراد) ریاضیدان اهل صربستان بود. 
او که فرزند یک استاد ادیان بود، نخست در بلگراد به تحصیل فلسفه پرداخت و سپس به دانشگاه سوربن رفت و در رشته ریاضی ثبت نام کرد و سرانجام در سال ۱۸۹۴ با سرپرستی شارل هرمیت و امیل پیکار درجه دکتری ریاضیات را دریافت کرد. وی سپس به زادگاهش بلگراد بازگشت و در آنجا موسسه ریاضیات را بنیان نهاد. او در جریان جنگ بالکان و در جنگهای جهانی یکم و دوم به عنوان افسر خدمت و به رمز گشایی کدهای نظامی کمک کرد. 
پترویچ در شاخه های بسیاری از ریاضیات همچون معادلات دیفرانسیل، آنالیز ریاضی، آنالیز مختلط و جبر پژوهش کرد.  او همچنین مخترع بود و برای نمونه ماشینی برای انتگرال گیری و حل معادلات دیفرانسیل اختراع نمود که در نمایشگاه جهانی در پاری در سال ۱۹۰۰ و در لندن در سال ۱۹۰۷ جوایزی را دریافت نمود. وی در سال ۱۹۳۹ دکترای افتخاری دانشگاه بلگراد را دریافت کرد.